# Hieracium blekingense
Hieracium blekingense es una especie de planta con flor del género Hieracium, de la familia Asteraceae, orden Asterales.

## Distribución
Hieracium blekingense se distribuye por Suecia.

## Taxonomía
Fue descrita científicamente por (Dahlst. & Svanlund) T. E. Nilsson. Fue publicada en Nordic J. Bot. 34: 271 (2016).